# امیرحسین صابری
امیرحسین صابری (زادهٔ ۵ دی ۱۳۷۸ در تهران)، بازیکن باشگاه سایپا و بازیکن سابق تیم ملی والیبال جوانان ایران و باشگاه پیکان است.
امیرحسین صابری در نازی‌آباد تهران والیبال خود را زیرنظر داود نوری شروع کرد. پس از طی کردن مراحل پیشرفت با دعوت محمد وکیلی عضو تیم ملی والیبال نوجوانان مردان ایران شد.
صابری در بیستمین دوره مسابقات والیبال قهرمانی زیر ۲۱ سال مردان جهان در سال ۲۰۱۹ در بحرین به‌همراه تیم ملی والیبال جوانان مردان ایران مقام قهرمانی را کسب کرد. همچنین در والیبال قهرمانی زیر ۲۰ سال آسیا در سال ۲۰۱۸ به همراه تیم ملی مقام قهرمانی را کسب کرد.